# Agama etoshae
Espèce
Agama etoshae est une espèce de sauriens de la famille des Agamidae.

## Répartition
Cette espèce est endémique de Namibie. 

## Étymologie
Cette espèce est nommée en référence au lieu de sa découverte, le pan d'Etosha.

## Publication originale
- McLachlan, 1981 : Taxonomy of Agama hispida (Sauria: Agamidae) in southern Africa. Cimbebasia (Series A), vol. 5, no 6, p. 219-227.